# Towarzysz sowity
Towarzysz sowity – towarzysz nie pełniący służby osobiście, wystawiający w swoim zastępstwie dodatkowego pocztowego. System ten powstał w czasach saskich i istniał do 1794. W drugiej połowie XVIII wieku zdarzały się często przypadki, że towarzysz sowity rzadko a nawet w ogóle do wojska nie przyjeżdżał.